# Langston Hughes
James Mercer Langston Hughes, född 1 februari 1902, död 22 maj 1967, var en amerikansk författare, dramatiker, poet och aktivist.

## Biografi
Hughes studerade 1921–1922 vid Columbia University i Harlem. Sedan gick Hughes till sjöss där han på öppet hav högtidligt slängde sina böcker överbord. Nu skulle han studera livet och inte litteraturen . Han tog sporadiska anställningar, bl.a. som diskare och inkastare på nattklubbar i Paris, innan han tillbaka i USA arbetade på ett hotell i Washington. Där stötte Hughes på poeten Vachel Lindsay, med vars hjälp han 1926 debuterade med The Weary Blues. Han ansågs tidigt som en av Harlemrenässansens största poeter och förgrundsgestalter, och under 1930-talet skrev han prosa där rasismens absurditet blottades och en socialt radikal politik förespråkades.
Hughes såg som många andra afroamerikaner på sin tid kommunismen som ett alternativ till det segregerade och ojämlika USA. 1932 gjorde han en rundresa i Sovjetunionen, bland annat i Centralasien. Flera av hans dikter publicerades i USA:s kommunistiska partis tidningar, och 1937 reste han till Spanien för att visa sitt stöd till den republikanska sidan och de Internationella brigaderna i spanska inbördeskriget. Hughes deltog i en rad av USA:s kommunistiska partis initiativ och kampanjer, men var aldrig medlem i partiet. Då han 1953 kallades till förhör hos Joseph McCarthy angående sina kopplingar till kommunisterna förnekade han dessa och distanserade sig från kommunismen, möjligen av rädsla för att bli svartlistad av House Un-American Activities Committee, likt många andra vänsterintellektuella i 1950-talets USA. Flera samarbetspartner inom vänsterrörelsen tog avstånd från honom.
Hughes avled av prostatacancer i New York 1967.

## Författarskap
Vemod, ofta uttryckt i bluesrytmer, och bittert melankoliska situationer i afroamerikanskas liv i Harlem och annorstädes är dominerande teman i Hughes poesi.
Som dramatiker skrev han bland annat Mulatto, 1931 samt librettot till Kurt Weills opera Street Scene, 1947.

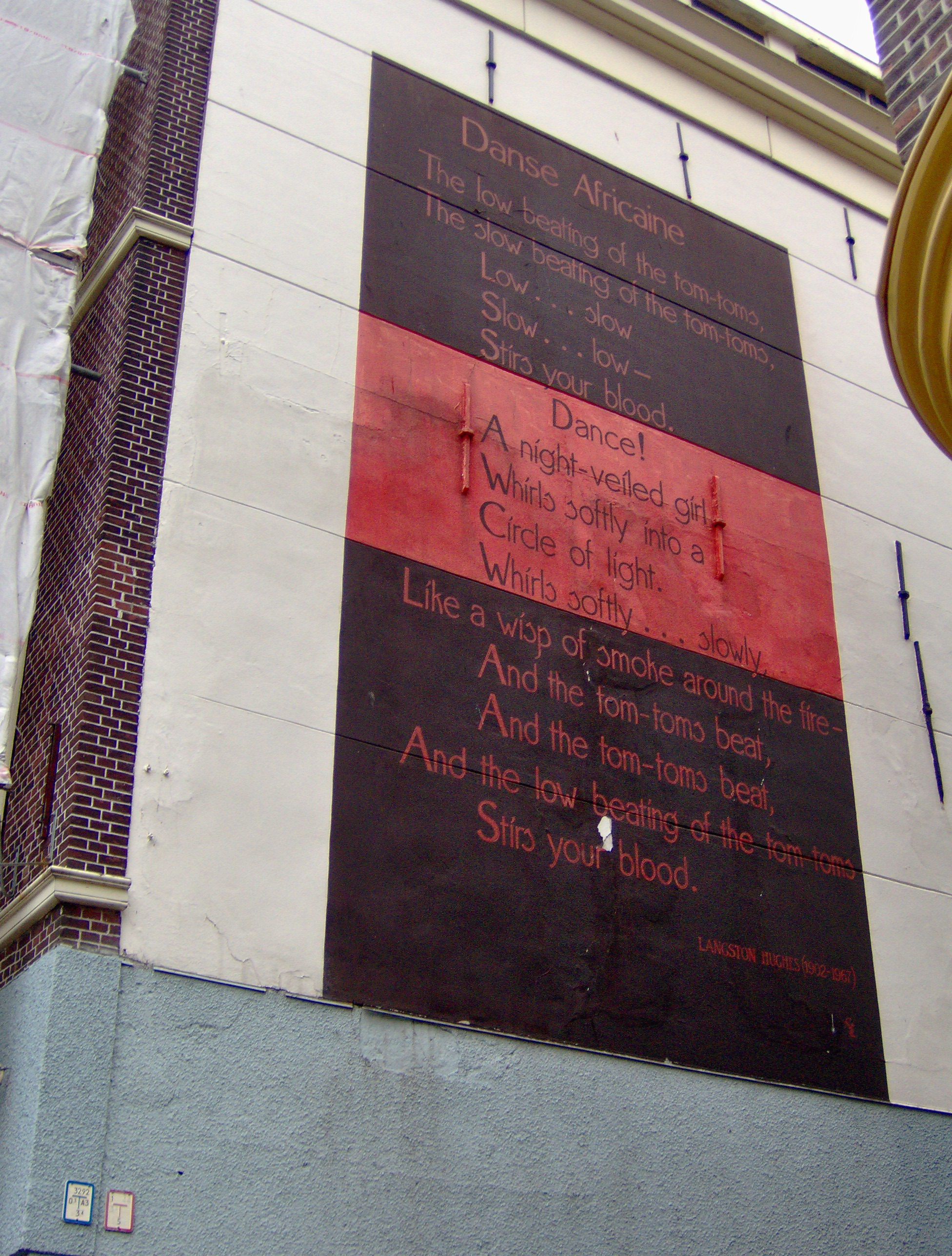
Langston Hughes dikt Danse Africaine som väggdikt på Nieuwe Rijn 46 i den holländska staden Leiden.